# Trichoniscus bogovinae
Trichoniscus bogovinae är en kräftdjursart som beskrevs av Pljakic 1971B. Trichoniscus bogovinae ingår i släktet Trichoniscus och familjen Trichoniscidae. Inga underarter finns listade i Catalogue of Life.